# アイエスエフネット
株式会社アイエスエフネット (ISF NET, Inc.) は、東京都港区に本社を置き、ネットワーク構築、運用、保守に携わるエンジニアの派遣を行っており、労働者派遣事業（許可番号：派13-304931）、有料職業紹介事業（許可番号：13-ユ-010728）を展開している株式会社である。

## 概要
株式会社アイエスエフネットは、2000年（平成12年）1月に設立され、従業員2,593名（2025年7月1日時点）、14箇所の国内拠点、3箇所の海外拠点を持っている。

## 沿革
- 2000年（平成12年）
  - 1月 - 東京都台東区柳橋に本社登記　資本金1,000万円。資本金3,000万円に増資。
  - 12月 - 沼津支店を開設。
- 2002年（平成14年）
  - 1月 - 資本金6,000万円に増資。
  - 2月 ‐ 淡路町に本社移転。
  - 9月 - 大阪支店を開設。
  - 10月 - 資本金7,500万円に増資。
- 2003年（平成15年）
  - 7月 - 資本金1億7,500万円に増資。
  - 10月 - 青山に本社移転。
  - 11月 - ロジスティックセンターを開設。
- 2004年（平成16年）
  - 2月 - 大阪支店を移転。
  - 5月 - 名古屋支店を開設。
  - 6月 - 札幌支店および浜松営業所を開設。
  - 7月 - 福岡支店を開設。
  - 10月 - ロジスティックセンターをサポートトレーニングセンターに改称。広島支店を開設。
  - 11月 - 仙台支店を開設。
- 2005年（平成17年）
  - 3月 ‐ 宇都宮営業所を開設。
  - 6月 - 浜松営業所を移転。
  - 7月 - 静岡支店を開設。
  - 9月 - ISO9001:2000認証取得。
  - 10月 - 東京本社分室を開設。
  - 12月 - 豊田営業所を開設。宇都宮営業所を宇都宮支店に改称。
- 2006年（平成18年）
  - 1月 - 株式会社ISFnet Korea（韓国子会社）設立。
  - 2月 - 大阪支店分室を開設。
  - 5月 - プライバシーマーク認証取得。
  - 8月 - ISO27001:2005認証取得。
  - 9月 ‐ 山形サービスステーションおよびつくばサービスステーションを開設。愛思弗耐特信息技術（大連）有限公司（中国子会社）を設立。
  - 10月 - 沖縄サービスステーションを開設。
- 2007年（平成19年）
  - 1月 - ISFnet Singapore Pte.Ltd（シンガポール子会社）を設立。
  - 4月 - 次世代育成支援対策推進法に基づく基準適合一般事業主認定（くるみんマーク）取得。
- 2008年（平成20年）
  - 1月 - 特例子会社として株式会社アイエスエフネットハーモニーを設立。
  - 11月 - 株式会社ISFnet C&C（韓国子会社）を設立。
  - 12月 - 資本金を2億85万円に増資。
- 2009年（平成21年）
  - 5月 - 盛岡サービスステーションを開設。
  - 7月 ‐ 株式会社アイエスエフネットケア（子会社）を設立。
  - 12月 - 株式会社ISFnet H&C（韓国子会社）を設立
- 2010年（平成22年）9月 ‐ ISFnet Malaysia SDN. BHD.（マレーシア子会社）を設立。
- 2011年（平成23年）
  - 1月 ‐ 株式会社アイエスエフネットグローバル（子会社）を設立。
  - 2月 - アイエスエフネットハーモニーが仙台営業所を開設。ISFnet India Private Limited（インド子会社）を設立。
  - 3月 - アイエスエフネットハーモニーが福島営業所（匠カフェ）を開設。ジョイコンサルティング株式会社と事業提携。
  - 7月 - ISFnet Vietnam Co., Ltd.（ベトナム子会社）および株式会社アイエスエフネットライフ（子会社）を設立。
  - 8月 ‐ アイエスエフネットライフが仙台事業所を開設。
  - 11月 ‐ 佐賀支店を開設。
  - 12月 ‐ 盛岡コンタクトセンターを開設。
- 2012年（平成24年）
  - 4月 ‐ アイエスエフネットライフが盛岡事業所および福島事業所を開設。
  - 5月 - アイエスエフネットハーモニーが豊橋支店を開設。
  - 7月 ‐ アイエスエフネットハーモニーがPonteCafe匠を開設。アイエスエフネットライフが安城事業所を開設。一般社団法人アイエスエフネットベネフィットを設立。
  - 8月 - 株式会社アイエスエフネットアクアヴィータを設立。愛思弗耐特信息技術（大連）有限公司　上海分公司（中国子会社）を設立。
  - 9月 - アイエスエフネットライフが盛岡第二事業所を開設。
  - 11月 - アイエスエフネットハーモニーが匠カフェaottoを開設。株式会社アイエスエフネットライフいわき、および株式会社アイエスエフネットライフ大阪（子会社）を設立。
  - 12月 - 株式会社アイエスエフネットライフ佐賀（子会社）を設立。アイエスエフネットベネフットが青山事業所を開設。
- 2013年（平成25年）
  - 1月 ‐ アイエスエフネットライフが淀川事業所を開設。
  - 2月 ‐ アイエスエフネットサンライズを設立。匠 たまごの家　豊川店が事業開始。リサイクル子供服店「ゆめみん -ECO & KIDS AKIRA-（青山楽天店）」 出店。
  - 3月 - 株式会社ハンズ・オンを設立。アイエスエフネットライフが沖縄事業所を開設。
  - 5月 - 株式会社アイエスエフネットライフ札幌を設立。
  - 6月 ‐ レンタルオフィス「匠ソホラ」を設立。
  - 7月 - 株式会社アイエスエフネットドリームを設立。事業所内保育施設「ゆめみん青山保育園」を開園。
  - 8月 - 株式会社アイエスエフネットライフ新潟を設立。
  - 9月 - TAKUMI MARU 韓国（匠カフェ 海外1号店）開設。株式会社アイエスエフネットライフ静岡を設立。
  - 11月 - 匠cafe Niigataを開設。
  - 12月 - ISFNET PHILIPPINES,INC.を設立。ISFnet Myanmar Co,Ltd.を設立。アイエスエフネットがシンガポール支社を開設。l'artisan（ラ ルティザン）を開設。
- 2014年（平成26年）
  - 1月 - 株式会社あすファーム松島を設立。
  - 3月 ‐ 株式会社アイエスエフネットケア川崎を設立。
  - 5月 ‐ 佐賀県庁「佐賀県たくみ農園食堂」を開設。
  - 6月 - 株式会社アイエスエフネットライフ須賀川を設立。匠オーガニックを開設。たくみ農園 須賀川店を開設。
  - 7月 - アイエスエフネットライフいわきが第二事業所を開設。
  - 8月 - アイエスエフネット佐賀コールセンターを開設。
  - 9月 - アイエスエフネットジョイ沼津事業所を開設。
  - 10月 - 株式会社アイエスエフネットライフ呉を設立。アイエスエフネットライフ沖縄が第二事業所を開設。
- 2015年（平成27年）
  - 1月 - アイエスエフネットライフが松島事業所を開設。
  - 4月 - アイエスエフネット高等学院　明蓬館SNEC青山を開校。
  - 6月 ‐ 株式会社アイエスエフネットライフ長崎を設立
  - 8月 ‐ 株式会社たくみファームを設立。
  - 12月 ‐ 匠 たまごの家　豊川店が事業終了。
- 2016年（平成28年）
  - 1月 - 株式会社アイエスエフネットライフ丸亀、および株式会社アイエスエフネットライフ天草を設立。
  - 4月 - ISFnet,Inc. US Officeを設立。
  - 6月 - アイエスエフネットライフが三条事業所を開設。アイエスエフネットライフ静岡が浜松事業所を開設。匠カフェaottoが閉店。
  - 9月 - 事業所内保育施設「ゆめみん青山保育園」閉園。
  - 10月 ‐ アイエスエフネット高等学院明蓬館SNEC青山校および沼津校が廃校。l'artisan（ラ ルティザン）を閉鎖。アイエスエフネットケアおよびアイエスエフネットドリームが本社を移転。
  - 11月 - アイエスエフネットが本社を移転。アイエスエフネット静岡浜松事業所を移転。
  - 12月 - アイエスエフネットが資本金を100,000千円に減資。
- 2017年（平成29年）
  - 3月 - リサイクル子供服店「ゆめみん -ECO & KIDS AKIRA-（Yahoo店）」を閉店。アイエスエフネットが海外拠点を閉鎖（シンガポール・マレーシア・ベトナム・フィリピン・ミャンマー）。
  - 12月30日 - アイエスエフネットが子会社・株式会社アイエスエフネットグローバルの吸収合併を発表。
- 2019年（平成31年/令和元年）
  - 1月 - 子会社のアイエスエフネットドリームを吸収合併。
  - 12月 ‐ アイエスエフネットが、アイエスエフネットエンパワー、アイエスエフネットケア、アイエスエフネットケア川崎、アイエスエフネットライフ須賀川を吸収合併。

## 国内拠点
- 東京本社
- 札幌支店
- 仙台支店
- 沼津支店
- 静岡支店
- 名古屋支店
- 大阪支店
- 広島支店
- 福岡支店

ほか全国に5箇所のサービスステーションや営業所などがある。

## 海外拠点
- 株式会社 ISFnet Korea
- 愛思弗耐特信息技術（大連）有限公司
- GLOBAL ISF PTE. LTD.

### かつての拠点
- ISFnet, Inc. US Office．
- ISFnet Singapore Pte.Ltd
- ISFnet Malaysia SDN. BHD.
- ISFnet Vietnam Co., Ltd.
- ISFnet PHILIPPINES, INC.
- ISFnet Myanmar Co,Ltd.
- ISFnet India Private Limited
- 愛思弗耐特信息技術（大連）有限公司　上海分公司

## 関連会社
- 株式会社アイエスエフネットジョイ - 障害者の企業就労支援のため、障害者専門人材紹介会社ジョイコンサルティングと事業提携。2012年8月に株式会社アイエスエフネットジョイへ社名変更
- 一般社団法人アイエスエフネットベネフィット - 障害者の自立支援をし、就労困難者の雇用の活性化のために設立。

- 株式会社アイエスエフネットハーモニー - 障害者雇用を目的に設立。（2022年4月事業をグループ会社に譲渡）
- 株式会社アイエスエフネットケア - IT業界にこだわらないスポット業務に対応し、多様な就業環境の提供を目的に設立。（2019年11月30日に吸収合併で消滅）
- 株式会社アイエスエフネットグローバル - 2017年12月30日に吸収合併され消滅。
- 株式会社アイエスエフネットライフ - 障害者や就労困難者の支援をし、雇用の機会を提供する実現のために設立。2021年7月、グループ会社に統合。
- 株式会社アイエスエフネットアクアヴィータ - 障がい者雇用のさらなる拡大の為、クリーニング、リネンサプライ事業を運営している株式会社アクア・ヴィータに資本参加。（2016年に資本参加解消）
- 株式会社アイエスエフネットサンライズ - 重度障がい者の雇用創出を目的とし、障害者、及び就労困難者へ雇用の機会を提供するために設立。